# La Sabotterie
La Sabotterie ist eine französische Gemeinde mit 128 Einwohnern (Stand: 1. Januar 2022) im Département Ardennes in der Region Grand Est (bis 2015 Champagne-Ardenne). Sie gehört zum Arrondissement Vouziers, zum Kanton Attigny sowie zum Gemeindeverband Crêtes Préardennaises.

## Geographie
Die Gemeinde La Sabotterie liegt 20 Kilometer nördlich von Vouziers. Umgeben wird La Sabotterie von den Nachbargemeinden Jonval im Norden, Chagny im Nordosten, Marquigny im Südosten, Lametz im Süden, Suzanne im Südwesten sowie Tourteron im Westen.

## Geschichte
La Sabotterie wurde 1793 durch Ausgliederung aus der Gemeinde Tourteron zur eigenständigen Gemeinde.

## Bevölkerungsentwicklung
| Jahr                       | 1962 | 1968 | 1975 | 1982 | 1990 | 1999 | 2005 | 2010 | 2019 |
| Einwohner                  | 122  | 119  | 92   | 84   | 97   | 92   | 92   | 75   | 121  |
| Quellen: Cassini und INSEE |      |      |      |      |      |      |      |      |      |

## Sehenswürdigkeiten

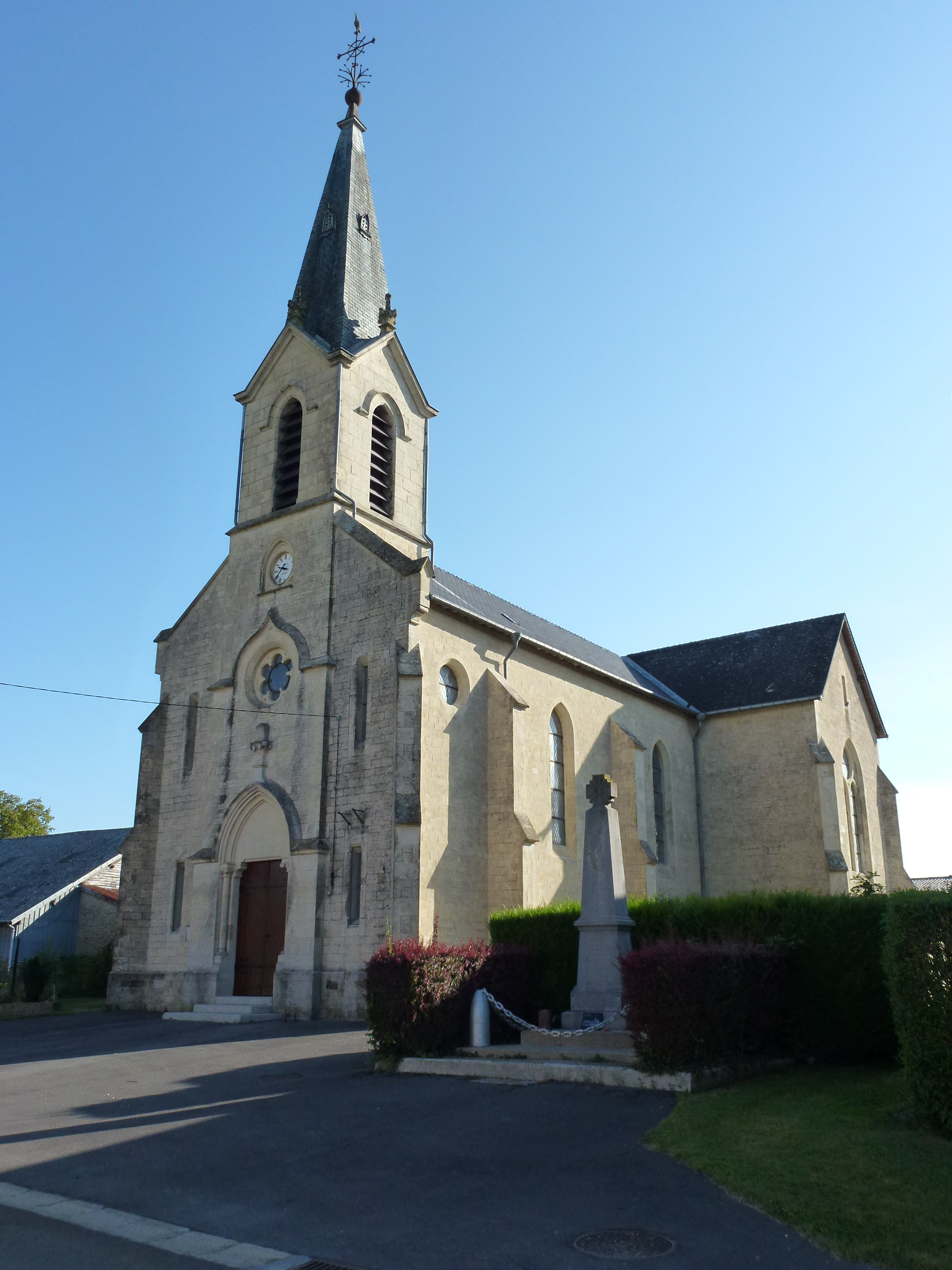
Kirche Saint-Brice

- Kirche Saint-Brice